# Toto Temple Deluxe
Toto Temple Deluxe est un jeu vidéo d'action et de plates-formes développé et édité par Juicy Beast, sorti en 2014 sur Ouya. Il est ensuite porté sur Windows, Wii U, PlayStation 4 et Xbox One en 2015.

## Accueil
- Canard PC : 7/10[1]